# Süderhöft

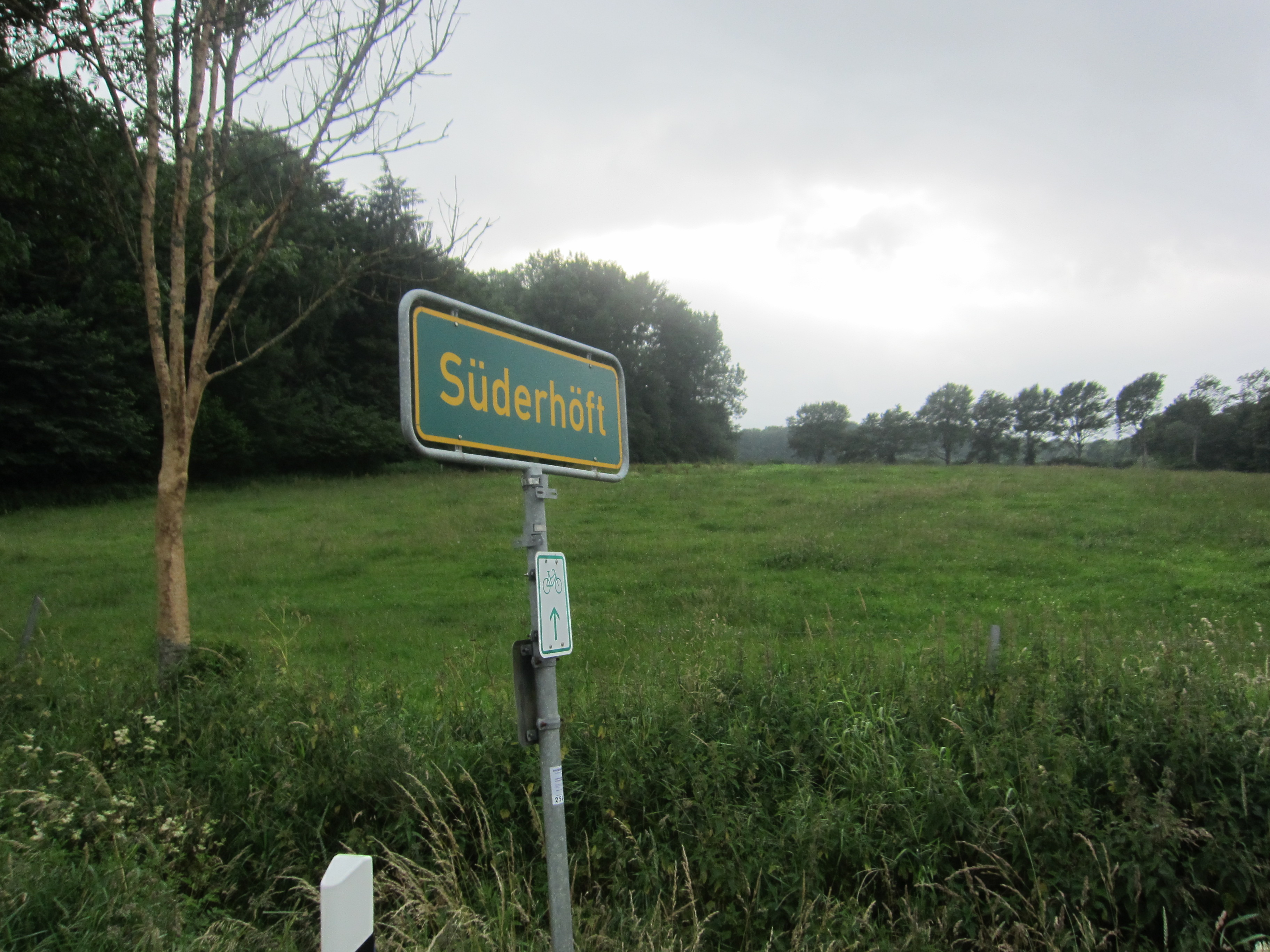
Ortsschild Süderhöft

Süderhöft (dänisch Sønderhøft) ist eine Gemeinde an der Treene im Kreis Nordfriesland in Schleswig-Holstein.

## Geografie und Verkehr

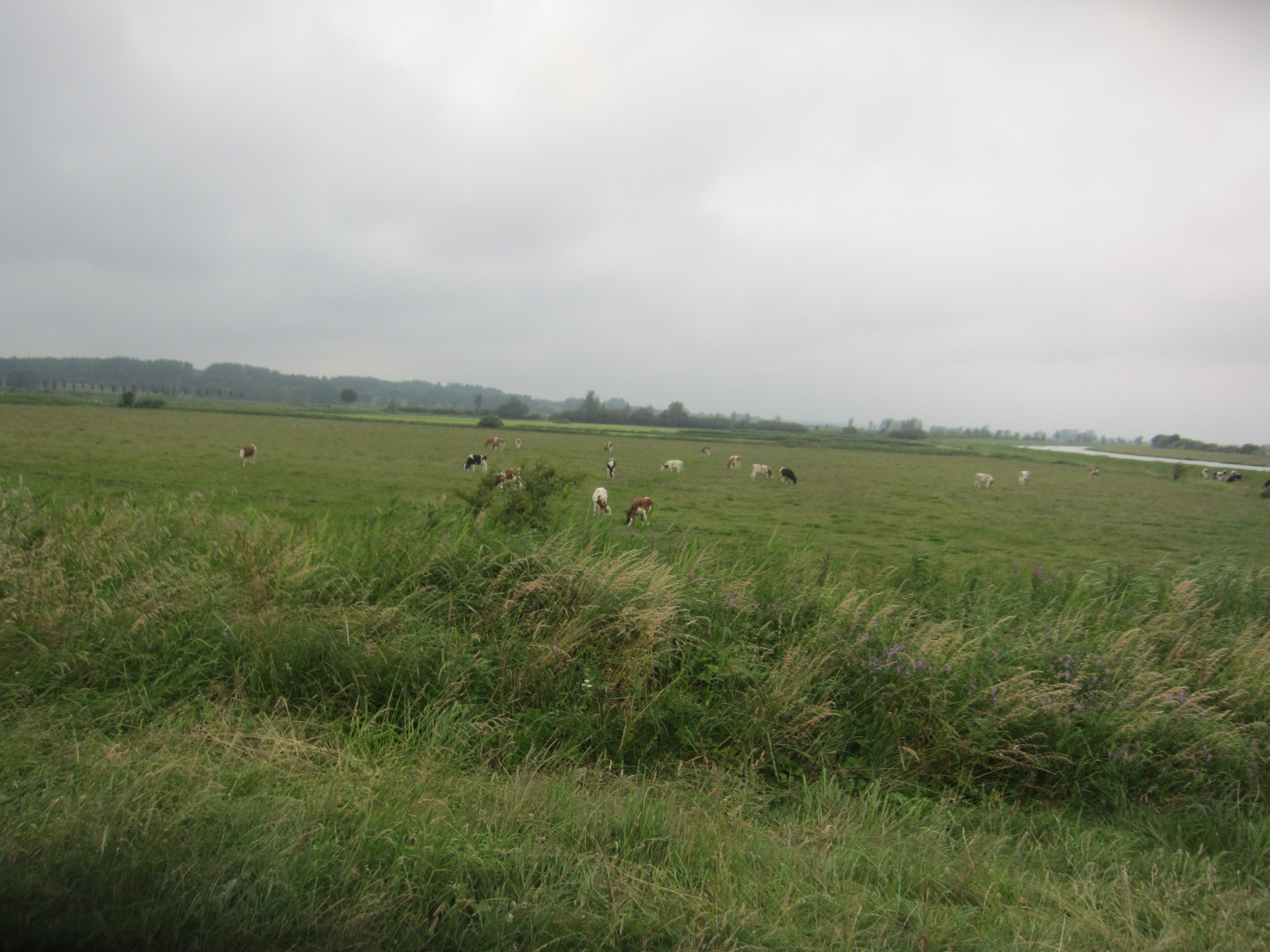
Weide in Süderhöft

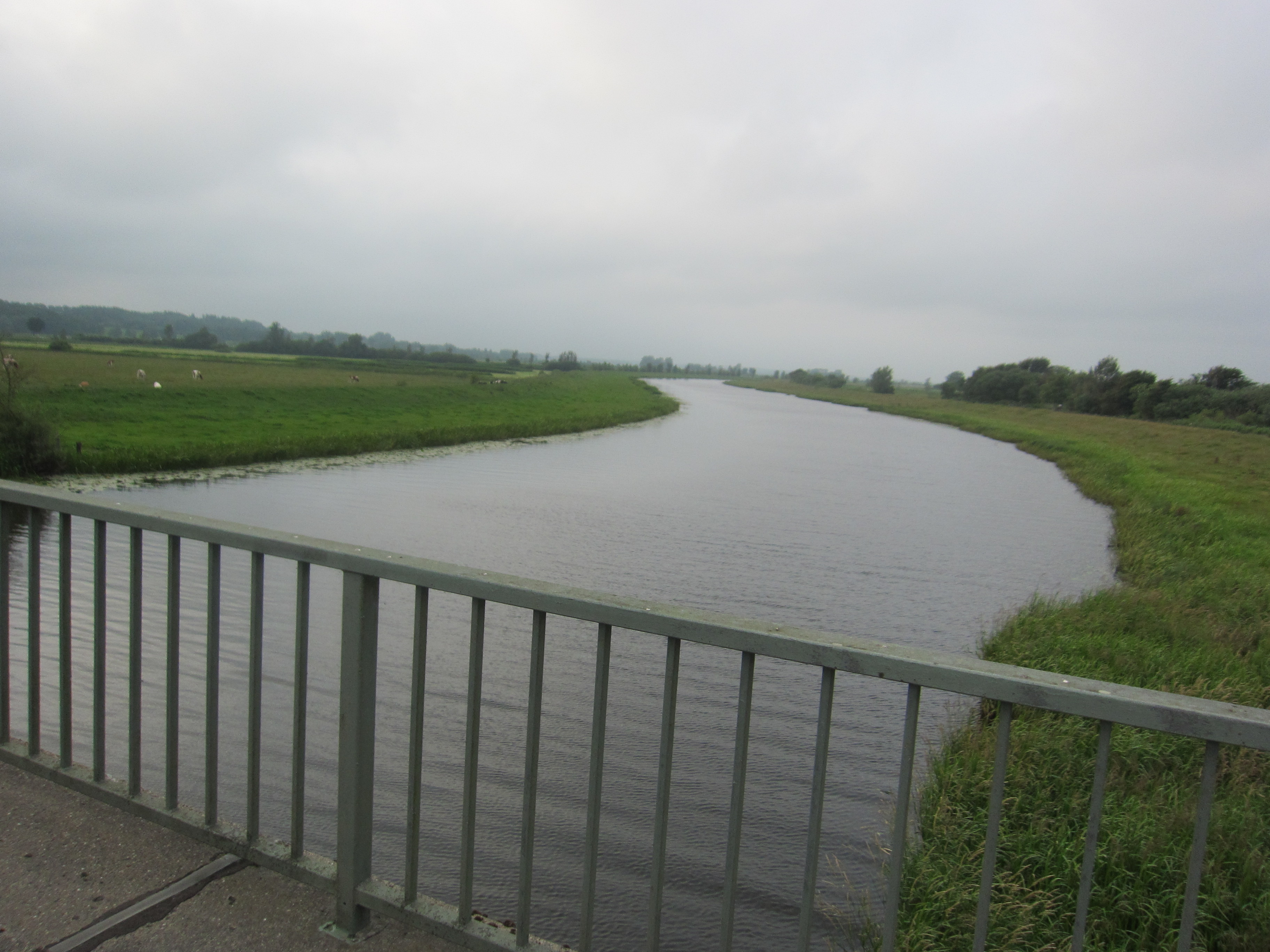
Treene in Süderhöft

Süderhöft liegt etwa neun Kilometer östlich von Friedrichstadt in ländlicher Umgebung. Die Treene verläuft durchs Gemeindegebiet. Südlich der Gemeinde verläuft die Bundesstraße 202, die Friedrichstadt mit Rendsburg verbindet. Süderhöft liegt auf der Grenze zwischen Marsch und Geest und grenzt an die Landschaft Stapelholm.

## Geschichte
Am 14. April 1619 wurde Meye Muhl aus Süderhöft in Schwabstedt als Hexe verbrannt.
Am 1. Dezember 1934 wurde die Kirchspielslandgemeinde Schwabstedt aufgelöst. Alle ihre Dorfschaften, Dorfgemeinden und Bauerschaften wurden zu selbständigen Gemeinden/Landgemeinden, so auch Süderhöft.

## Politik

### Gemeindeversammlung
Da die Gemeinde weniger als 70 Einwohner hat, hat sie eine Gemeindeversammlung anstelle einer Gemeindevertretung; dieser gehören alle wahlberechtigten Bürger der Gemeinde an.

### Bürgermeister
Bürgermeister ist Tewes Vogelsang. Er wurde mehrfach wiedergewählt.

## Brandschutz
Seit März 2013 wird der Brandschutz durch die neu gebildete Freiwillige Feuerwehr Hude-Fresendelf-Süderhöft gewährleistet. Zeitgleich wurde die bisherige Feuerwehr Fresendelf-Hollbüllhuus-Süderhöft aufgelöst.